# Szinkronúszás a 2020. évi nyári olimpiai játékokon
A 2020. évi nyári olimpiai játékokon a szinkronúszásban két versenyszámot rendeztek meg. A versenyszámokat augusztus 2. és 7. között rendezték meg.

## Éremtáblázat
(A táblázatokban a rendező nemzet sportolói eltérő háttérszínnel, az egyes számoszlopok legmagasabb értéke vagy értékei vastagítással kiemelve.)
| A 2020. évi nyári olimpiai játékok éremtáblázata szinkronúszásban | A 2020. évi nyári olimpiai játékok éremtáblázata szinkronúszásban | A 2020. évi nyári olimpiai játékok éremtáblázata szinkronúszásban | A 2020. évi nyári olimpiai játékok éremtáblázata szinkronúszásban | A 2020. évi nyári olimpiai játékok éremtáblázata szinkronúszásban | Olimpia  |
| ----------------------------------------------------------------- | ----------------------------------------------------------------- | ----------------------------------------------------------------- | ----------------------------------------------------------------- | ----------------------------------------------------------------- | -------- |
|                                                                   | Ország                                                            | Arany                                                             | Ezüst                                                             | Bronz                                                             | Összesen |
| 1.                                                                | Az Orosz Olimpiai Bizottság versenyzői (ROC)                      | 2                                                                 | 0                                                                 | 0                                                                 | 2        |
|                                                                   |                                                                   |                                                                   |                                                                   |                                                                   |          |
| 2.                                                                | Kína (CHN)                                                        | 0                                                                 | 2                                                                 | 0                                                                 | 2        |
|                                                                   |                                                                   |                                                                   |                                                                   |                                                                   |          |
| 3.                                                                | Ukrajna (UKR)                                                     | 0                                                                 | 0                                                                 | 2                                                                 | 2        |
|                                                                   |                                                                   |                                                                   |                                                                   |                                                                   |          |
| Összesen                                                          | Összesen                                                          | 2                                                                 | 2                                                                 | 2                                                                 | 6        |

## Érmesek
| A 2020. évi nyári olimpiai játékok érmesei szinkronúszásban | | | |
| Versenyszám                                                 | Arany | Ezüst | Bronz |
| Páros                                                       | Az Orosz Olimpiai Bizottság versenyzői (ROC) · Szvetlana Kolesznyicsenko · Szvetlana Romasina | Kína (CHN) · Huang Hszüe-csen (Huang Xuechen) · Szun Ven-jen (Sun Wenyan) | Ukrajna (UKR) · Marta Fjegyina · Anasztaszija Szavcsuk |
| Csapat                                                      | Az Orosz Olimpiai Bizottság versenyzői (ROC) · Vlada Csigirjova · Marina Goljadkina · Szvetlana Kolesznyicsenko · Polina Komar · Alekszandra Packevics · Szvetlana Romasina · Alla Siskina · Marija Surocskina | Kína (CHN) · Feng Jü (Feng Yu) · Kuo Li (Guo Li) · Huang Hszüe-csen (Huang Xuechen) · Liang Hszin-ping (Liang Xinping) · Szun Ven-jen (Sun Wenyan) · Vang Csien-ji (Wang Qianyi) · Hsziao Jen-ning (Xiao Yanning) · Jin Cseng-hszin (Yin Chengxin) | Ukrajna (UKR) · Marina Alekszijiva · Vladiszlava Alekszijiva · Marta Fjegyina · Katerina Reznyik · Anasztaszija Szavcsuk · Alina Sinkarenko · Kszenyija Szidorenko · Jelizaveta Jahno |